# Shorea elliptica
Shorea elliptica är en tvåhjärtbladig växtart som beskrevs av Burck.. Shorea elliptica ingår i släktet Shorea och familjen Dipterocarpaceae. Inga underarter finns listade i Catalogue of Life.